# Werewere-Liking
Eddy-Njock N. Wetewete-Liking, épouse Gnepo, dite Werewere-Liking est une artiste panafricaine née en 1950 au Cameroun et installée en Côte d’Ivoire depuis 1978,.

## Biographie
Eddy-Njock N. Wetewete-Liking, épouse Gnepo, dite Werewere-Liking est une artiste panafricaine née en 1950 au Cameroun et installée en Côte d’Ivoire depuis 1978.
Elle a épuisé sa formation de l’école primaire moderne en trois ans. Sa formation fondamentalement traditionnelle à base d’initiations, l’a amenée à s’intéresser aux traditions orales panafricaines en général et en particulier, aux rituels de son peuple d’origine, les Bassa. Essentiellement autodidacte, elle a commencé par la poésie et le chant en 1966 puis la peinture en 1968 ; Sa carrière multidimensionnelle de metteure en scène et actrice de cinéma comme de théâtre n’a cessé de se diversifier depuis. En tant que dramaturge et actrice pluridisciplinaire, elle fait figure de pionnière dans le théâtre de recherche portant sur les rites et les rituels africains sur la scène.
Écrivaine, elle possède à son compte plus de trente œuvres publiées de divers genres : poésie, théâtre, romans, essais, livres d’art, récits et contes. Elle a été lauréate de plusieurs prix, dont le prix Noma en 2005 et le Barnes & Noble Book of the Year à New York, pour son roman La Mémoire amputée.
Chercheuse et animatrice culturelle à l’université d’Abidjan, Institut de Littérature et d’Esthétique Négro-africaines (ILENA) de 1979 à 1985, elle y a mené des recherches sur les techniques pédagogiques et esthétiques traditionnelles négro-africaines.
En 1985, elle crée son propre groupe, le Ki-Yi M’Bock, avec lequel elle met en scène plus d’une trentaine de spectacles vivants, dont les plus importants ont fait le tour du monde. Elle se spécialise dans une forme de théâtre total, des sortes d’opéras africains alliant les textes à la musique, aux danses, aux marionnettes, avec une somptuosité des costumes, décors et accessoires conçus pour rendre compte de la richesse des cultures africaines.
Philanthrope, elle met de plus en plus son initiative culturelle Ki-Yi M’Bock au service de la cause sociale de la jeunesse défavorisée. Cette expérience qui sera officiellement agréée comme Centre de Formation en 1997, puis Fondation Panafricaine Ki-Yi M’Bock à partir de 2001, arrachera plusieurs centaines de jeunes du désespoir et de la violence, en faisant d’eux des modèles de succès.
En septembre 2021, Eddy-Njock N. Wetewete-Liking, épouse Gnepo, dite Werewere-Liking pionnière du théâtre rituel a cédé la direction artistique du village Ki-Yi à la chorégraphe franco-haïtienne Jenny Mezile.

## Création
- Village Ki-Yi et Groupe Ki-Yi Mbock en 1985[7]
- Fondation Panafricaine Ki-Yi en 2001[8]
- Ecole Ki-Yi de Sculpture et autres arts plastiques et visuels en 2021

## Œuvres

### Romans
- À la Rencontre de … - Les Nouvelles Éditions Africaines · 1 janv. 1980
- Orphée d'Afrique - L'harmattan · 1 janv. 1981
- L'amour cent voies - Publi-Sud · 1 janv. 1988
- Elle sera de jaspe et de corail : journal d'une Misovire - L'harmattan · 1 janv. 1991
- L'espionne des ancêtres - NEI  Éditions Abidjan · 1 janv. 2004
- La mémoire amputée - Nouvelles Éditions Ivoiriennes · 1 janv. 2004[9]
- Le Testament de Mima - TABALA Éditions · 1 janv. 2021

### Poésie
- On ne raisonne pas le venin - St Germain des Prés · 1 janv. 1977[10]
- Les cités fantastiques - NEI-CEDA Abidjan · 1 janv. 2013
- L'éternelle Reine, 50 ans de peinture et de poésie - TABALA Éditions · 1 janv. 2019
- Migration de la parole suivie de Poétique des arts, Fusion des temps – Éditions Éburnie, Abidjan, 2021

### Théâtre
- La queue du diable - Du rituel à la scène · 1 janv. 1979
- La Puissance de Oum - CEDA · 1 janv. 1979
- Une Nouvelle Terre suivi de Du sommeil d'injuste - Nouvelles Éditions Africaines · 1 janv. 1980
- Les mains veulent dire et La Rougeole arc-en-ciel - Les Nouvelles Éditions Africaines · 1 janv. 1987
- Singue Mura - Eyo Ki-Yi Édition · 1 janv. 1990
- Le Parler Chanter - Éditions BALAFONS
  - La Veuve DiYILEM 1991
  - Héros d'eau, 1993
  - Quelque chose Afrique, 1995
  - L'enfant Mbénè, 1996
  - La queue du diable, réécriture pour Bomou Mamadou, 1997
- Un Touareg s'est marié avec une Pygmee - Lanzman · 1 janv. 1992
- La Veuve Dilemme - 1 janv. 1994
- Médée ou les risques d'une réputation - Éditions universitaires Turin · 1 janv. 2004
- La main qui donne - 1 janv. 2013
- Ton pied, mon pied - 1 janv. 2015
- L'arbre Dieu - 1 janv. 2016
- Contes d'élévations - 1 janv. 2018

### Contes
- Liboy Li Nkundung, Le tambour de l'Union - Les classiques Africains · 1 janv. 1982
- Contes d'initiations féminines - Les Classiques Africains · 1 janv. 1983

### Essais et Livres d'Art
- Du rituel à la scène chez les Bassa du Cameroun - Nizet · 1 janv. 1979
- Une vision de Kaidar - Nouvelles Éditions Africaines · 1 janv. 1984
- Statuettes peintes d'Afrique de l'Ouest - Nouvelles Éditions Africaines · 1 janv. 1984
  - Essais et Livres d'Art
  - Statues colons
  - Marionnettes du Mali
  - Essais et Livres d'Art - Statues colons - Marionnettes du Mali
- L'enseignement de l'éveilleuse d'étoiles - Panafrika Silex · 1 janv. 2014

### Inédits Joués
- Sunjata, l'épopée mandingue - 1 janv. 1989
- Waramba, Opéra Mandingue - 1 janv. 1991
- Ma Tignan - 1 janv. 1995
- Dans la lumière - Collectif · 1 janv. 2004
- Sogolon l'épopée Panafricaine - 1 janv. 2004
- Renaissance à la Césarienne - Fibe · 1 janv. 2009

### Documentaire
- Regard de fous, 1988 : film documentaire adapté de la pièce de théâtre Dieu Chose.

### Distinctions
- Prix « Vues D’afrique » Du Meilleur Téléfilm 1988 - Montréal
- Prix Arletty, 1991
- Officier De L'ordre Culturel Ivoirien, 1991
- Prix de la Fondation René Praile en Belgique, 1992
- Chevalier des Arts et des Lettres Françaises, 1992
- Prix Fonlon-Nichols de L'excellence Littéraire, Université De L’Alberta, Canada, 1993
- Membre Du Haut Conseil De La Francophonie, 1997 A 2003
- Prix Héros De La Ville de la Fondation Prince Claus pour la Culture et le Développement, (Pays Bas) 2000
- Officier de l'ordre National de Côte d'Ivoire, 2001
- Membre de l’Académie des Sciences, des Arts, des Cultures d’Afrique et des Diasporas Africaines, depuis Juillet 2004
- Prix Noma 2005 “La Mémoire Amputée”
- Book Of The Year “La Mémoire Amputée 2007”, New York
- Prix « Faiseuse De Paix » 2009
- Prix d’excellence de la CEDEAO 2020
- Prix d’Excellence 2021 de la Cedeao[11]
- Commandeur de l’Ordre du Mérite Culturel de Côte d’Ivoire 2021

### Vie privée
Elle est mariée avec l'artiste ivoirien Pape Gnepo. Mère et grand-mère d'une famille nombreuse.